# Under Cómic
Under Cómic fue una editorial independiente especializada en historieta o cómic, fundada en Madrid (España) en 1997 por Christian Osuna. Ocupó en su época un lugar destacado en la edición de autores autóctonos. 

## Trayectoria
Se dio a conocer con una primera colección en formato comic-book titulada Flor de un Día. Autores como José Luis Ágreda, Del Peral Pineda o María Colino encabezaron la serie. Cada título, de los trece que se publicaron, estaba dedicado al trabajo de un solo autor y supuso un soplo de aire fresco en una industria editorial demasiado centrada, en esa época, en el cómic de superhéroes y en la historieta francobelga. A mediados de los 90, la industria editorial especializada había perdido todo interés en la apuesta por autores locales y propuestas de vanguardia. Estas quedaban en manos de pequeñas iniciativas como las de Mario Ayuso Editor, El Pregonero, Camaleón Ediciones o La Comictiva.
Sin respaldo económico pero con vocación de crecimiento, el editor alimentó el esfuerzo de autores emergentes para seguir el camino trazado por otras iniciativas como las anteriormente citadas y abrir otros nuevos.

...cabe destacar a Under Comic(1997), con una vocación más profesional y comercial tanto en continente como en contenido y un mayor eclecticismo en la selección, lo que la ha convertido, de lejos, en la más consistente en lo que se refiere a su presencia en la mesa de novedades en los últimos diez años.
Agustín Oliver, De Madrid a los tebeos

 Bajo el sello Under Cómic se publicaría también la serie de comic-book Love Gun (Javier Rodríguez e Igor Medio, 1998) y otros proyectos como Buenas Noches Rose. El Tebeo (VV.AA, 1998) Historias del Blues (VV.AA., 1999), Carne Argentina (VV.AA. 1999), la edición de Regards from Serbia de Aleksandar Zograf o la publicación de Cosecha Rosa de José Luis Ágreda que mereció el Premio a Mejor Obra en el Salón del Cómic de Barcelona en el año 2001.
Under Cómic también inició en el final del siglo XX una interesante labor de difusión e información sobre historieta o cómic con la edición de la revista Volumen, creada por el especialista Santiago García, que dos años más tarde -ya dirigida por el propio editor- evolucionaría en La Guía del Cómic, y mantuvo una edición digital (www.laguiadelcomic.com) y derivaría también un programa de radio homónimo en la emisora cultural madrileña Radio Círculo.
En la actualidad Christian Osuna se mantiene vinculado al sector como periodista especializado en cómic, colaborando en radio, televisión, medios impresos e internet. La Guía del Cómic continua en antena en la misma emisora del Círculo de Bellas Artes de Madrid, Radio Círculo.